# Thomas Vidick
Thomas Vidick (né le 13 juillet 1982) est un informaticien belge spécialisé dans la théorie de la complexité, la cryptographie quantique, la théorie quantique des jeux et l'informatique quantique.

## Biographie
Vidick étudie à partir de 2002 à l'École normale supérieure (Paris) avec un magistère en informatique et mathématiques. En 2007, il obtient un mastère en informatique à l'Université Paris-Sud avec Julia Kempe (mémoire de master : « A study of entanglement in quantum interactive proof systems » ). En 2011, il obtient un doctorat à l'Université de Californie à Berkeley avec Umesh Vazirani (« The Complexity of Entangled Games »). Il a reçu le Bernard Friedman Memorial Prize pour sa thèse. En tant que boursier postdoctoral, il est avec Scott Aaronson au Massachusetts Institute of Technology. Il est professeur associé en 2014, professeur adjoint en 2017 et professeur titulaire en 2018, le tout à Caltech.
Il était entre autres chercheur invité à l'Institut Périmètre de physique théorique et au Centre de technologie quantique de l'Université nationale de Singapour.

## Recherche
En 2007, avec Julia Kempe et d'autres coauteurs, il a donné les premières preuves de problèmes NP-difficiles dans la théorie des jeux quantiques.
En 2014, il a donné avec Umesh Vazirani la première preuve indépendante du dispositif matériel concernant la sécurité des protocoles d'échange de clé quantiques.
En 2020, il présente avec Zhengfeng Ji, Anand Natarajan, John Wright et Henry Yuen le préprint  d'un travail qui, s'il est confirmé, sera considéré comme un apport important dans la théorie de la complexité. Il montre l'égalité MIP*=RE,, ; l'énoncé dit que la version en informatique quantique de systèmes de preuves interactives avec plusieurs prouveurs (arégé en MIP, l'étoile dans MIP* représente la version en informatique quantique) correspond à la classe de complexité des langages récursivement énumérables (RE), c'est-à-dire qu'il comprend des problèmes de décision pour lesquels une réponse oui peut être vérifiée par une machine de Turing en un temps fini. Ce faisant, dans le cas le plus simple de deux prouveurs, ils partagent cette intrication quantique.
Un corollaire du théorème de Vidick et al. est qu'il existe un protocole dans lequel deux prouveurs intriqués quantiquement peuvent convaincre un vérificateur en temps polynomial de la réponse de n'importe quel problème calculable, notamment aussi si une machine de Turing donnée s'arrête (problème de l'arrêt).
Le travail réfute la conjecture d'inclusion de Alain Connes de 1976 selon laquelle toute algèbre de von Neumann finie (celles avec une trace finie) est bien approximable par des algèbres matricielles de dimension finie. Le théorème d'inclusion de Connes a longtemps été considéré comme vrai et un certain nombre de théorèmes sont basés sur lui (il est entre autres équivalent au problème de Tsirelson). Une présentation de ce article — dont la version Arxiv comporte plus de 200 pages — a été acceptée dans les Communications de l'ACM, avec la note suivante :
« A Research Highlights paper appearing in Communications
is usually peer-reviewed prior to publication. The following
paper is unusual in that it is still under review. However, the
result has generated enormous excitement in the research
community, and came strongly nominated by SIGACT, a
nomination seconded by external reviewers. »

## Prix et distinctions
En 2020/21, Vidick a eu une  Research Chair de la Fondation Sciences Mathématiques de Paris, et pour la péride de 2020 à 2024, il est titulaire d'une chaire internationale de l'INRIA. En 2019, il a reçu un Presidential Early Career Award et en 2021, il a reçu un Simons Investigator Award. En 2022, il a été conférencier invité au Congrès international des mathématiciens (Connes embedding problem, Tsirelson's problem and MIP*=RE).
En 2023, il est lauréat du prix Michael-et-Sheila-Held. Il est lauréat de la Chaire d'Excellence de la FSMP en 2020.